# Энгельберт II Нассауский
Энгельберт II Нассауский (нем. Engelbert II von Nassau; 17 мая 1451, Бреда — 31 мая 1504, Брюссель), граф Нассау-Дилленбурга и Виандена, сеньор Бреды , военачальник и государственный деятель Бургундии и Габсбургских Нидерландов.

## Биография
Сын графа Иоганна IV Нассауского и Марии фон Лоэн-Гейнсберг.
Начал военную карьеру в 1467 году участием в кампании против восставших льежцев. Особенно отличился в кровопролитном сражении при Брюстеме 28 октября 1467, после которого удостоился похвалы Карла Смелого.
В 1468 сопровождал герцога при бракосочетании с Маргаритой Йоркской; в том же году упоминается среди руководителей армии, собранной для войны с Людовиком XI. Вновь отличился во второй экспедиции Карла против льежцев, закончившейся в ноябре 1468 взятием и сожжением их города. После окончания штурма был произведен Карлом Смелым в рыцари в присутствии короля Людовика.
19 декабря 1468 при дворе своего дяди архиепископа Иоганна II Трирского женился на Кимбурге Баденской (15.05.1450—5.07.1501), дочери маркграфа Карла I Баденского и Екатерины Австрийской.
В 1473 году на последнем бургундском капитуле в Валансьене был принят в рыцари ордена Золотого руна.
Во время экспедиции против Гельдерна герцог назначил Энгельберта своим генеральным наместником в Брабанте и Лимбурге на время кампании.
В 1475 наследовал своему отцу. Участвовал в Бургундских войнах: завоевании Лотарингии и походах против швейцарцев, сражался при Грансоне и Муртене, и был взят в плен в битве при Нанси. Через три месяца был отпущен за выкуп в 50 000 золотых флоринов.
Выйдя из плена, активно содействовал браку Марии Бургундской с Максимилианом Габсбургом. По его совету Максимилиан в 1478 году собрал орденский капитул, на котором провозгласил себя сувереном, чтобы не дать возможности королю Людовику, захватившему герцогство Бургундское, принять орден под власть короны Франции.
В 1479 году командовал фламандским ополчением в битве при Гинегате, и сумел переломить ход сражения. Война за Бургундское наследство завершилась подписанием Аррасского мира 23 декабря 1482. По условиям договора дофин Карл должен был жениться на Маргарите Австрийской. 19 мая 1483 была отпразднована помолвка, на которой граф Нассау был в числе свидетелей.
После смерти Марии Максимилиан вступил в конфликт с фламандцами и провозгласил себя регентом Нидерландов. Брабант признал его власть, но Фландрия это сделать отказалась. На конференции в Термонде Энгельберт безуспешно пытался убедить пятерых рыцарей ордена Золотого руна, поддерживавших штаты Фландрии, принять власть Габсбурга.
Эрцгерцог начал военные действия. Термонде и Ауденарде сдались, и Энгельберт был назначен капитан-генералом Ауденарде и Антверпена. Гент открыл ворота, но помощь, обещанная мятежникам Карлом VIII, привела к возобновлению войны. Сторонники Максимилиана взяли верх, и 21 июня 1485 эрцгерцог вместе с графом Нассау вступил в Брюгге, где 28-го штаты Фландрии согласились на мир и признали регентство. Гент сопротивлялся, но был подчинен Энгельбертом. 27 ноября Максимилиан, отправляясь в Германию, назначил графа Нассау своим наместником.

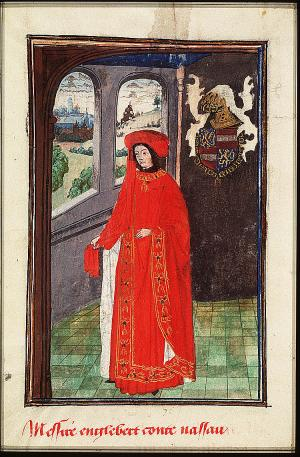
Энгельберт II Нассауский

16 февраля 1486 Габсбург был избран во Франкфурте Римским королём, коронован в Ахене, и 9 апреля вернулся в Нидерланды. Не имея достаточных средств, он в том же году начал новую войну с Францией. Благодаря доблести Энгельберта, кампания 1486 года обошлась без поражения, но в следующем году граф, назначенный 12 апреля наместником во Фландрии и губернатором Лилля, Орши и Теруана, не смог противостоять французам и в июле был взят в плен при Бетюне Филиппом де Кревкёром Экердом, в котором пробыл до июля 1489, поскольку король не хотел отпускать столь ценного заложника.
Тем временем в Нидерландах возобновилась гражданская война, Максимилиан потерял основные города Фландрии и Брабанта, а после того, как к общему восстанию присоединилась прежде лояльная Голландия, покинул страну, оставив наместником Альбрехта Саксонского.
Положение было критическим, тем более, что мятежников поддерживала Франция, но граф Нассау воспользовался пребыванием в плену для проведения переговоров, и, выкупившись из плена за собственный счет (за 84 000 турских ливров), содействовал заключению 22 июля 1489 Франкфуртского мира между Максимилианом и Карлом.
Энгельберт присоединился к герцогу Саксонскому, Лувен и Брюссель открыли ворота перед габсбургскими войсками, и 30 октября в Плесси-ле-Туре был подписан мир между Римским королём и штатами Фландрии. 18 января 1490 граф прибыл в Гент, но ему не удалось убедить население присоединиться к соглашению. Брюгге также упорствовал, но после нескольких недель осады и перестрелок сдался немецким войскам.
Гентцы начали открытое восстание, Энгельберт опустошил их страну, и неудачно пытался овладеть городом. В 1491 году слухи о его смерти воодушевили повстанцев, но в апреле 1492 Энгельберт, вернувшийся из Германии со свежими силами, соединился с войсками Альбрехта и заставил инсургентов подчиниться. 30 мая был подписан мир в Кадзане. Магистрат должен был выплатить крупный штраф, городская конституция изменялась, но при этом была объявлена всеобщая амнистия. 7 августа граф Нассау и герцог Саксонский вступили в город.
Оставалось подчинить Филиппа Клевского, захватившего Слейс и две его цитадели. Энгельберт добился успеха и в этом деле, и, будучи свидетелем героизма побежденных, согласился предоставить им почетную капитуляцию.
По окончании гражданской войны авторитет графа Нассау в Нидерландах уступал только власти самого эрцгерцога. 20 марта 1491 Энгельберт вместе с Мартином фон Польхеймом был назначен для заключения брака по доверенности между Максимилианом и Анной Бретонской. Карл VIII аннулировал это бракосочетание, удержал герцогиню во Франции и сам женился на ней. Это должно было привести к новой войне, но Римскому королю, не получившему поддержки Англии, пришлось пойти на переговоры, и удовлетвориться Санлисским договором, заключенным Энгельбертом с французами.
После принятия Максимилианом императорской короны Энгельберт был введен в состав Регентского совета при эрцгерцоге Филиппе. Кроме него, туда входили баденский маркграф Кристоф, князь де Шиме, граф Адольф Нассауский, бастарды Антуан и Бодуэн Бургундские, Гийом де Крой-Шьевр, сеньоры де Молембе и де Ла Марш, епископ Камбре, президент Совета Фландрии Тома де Плен, прево Утрехта и Лувена и метр Жак де Гондебо. Канцлер Брабанта становился хранителем большой печати, а Энгельберту была вручена «средняя».
Граф Нассау был одним из шести сеньоров, вместе с Кристофом Баденским, герром фон Равенштейном, князем де Шиме и двумя бастардами Бургундскими, кто получал ежедневный пенсион в 10 франков, и имел право после совещаний отдыхать в герцогском дворце в собственных апартаментах.
В 1496 Энгельберт был направлен в Лондон для урегулирования конфликта Филиппа Красивого с Генрихом VII, и подписал с англичанами договор о дружбе и торговле. После отъезда эрцгерцога к отцу в Германию за разрешением на брак с Хуаной Кастильско-Арагонской, граф Нассау остался генеральным наместником.
В 1498 году представлял Филиппа на церемонии коронации Людовика XII. 2 марта 1500 герцог положил ему пенсион в 3 000 ливров. Во время первого отъезда Филиппа в Испанию в 1501 году был назначен генеральным наместником Нидерландов, и оставался в этой должности до возвращения суверена весной 1504.

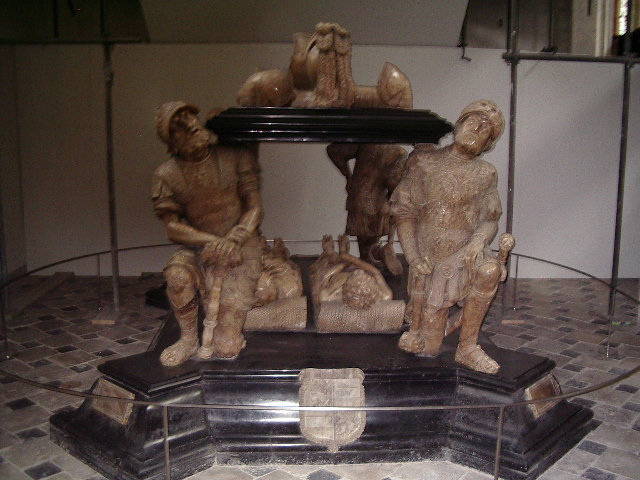
Надгробие Энгельберта II Нассауского в церкви Бреды

Умер в Брюсселе 31 мая 1504 при подготовке к войне с герцогом Гельдерна. По словам биографа, Энгельберт фон Нассау, спасший бургундскую монархию в малолетство Филиппа, был человеком необузданным, но преданным и верным, и единственное, в чём его можно было упрекнуть, это в излишнем щегольстве (trop dameret).
Законных детей он не имел, и владения перешли к племяннику, Генриху III Нассаускому.
Вместе с женой граф Нассау погребен в реформатской церкви в Бреде под внушительным надгробием чёрного и белого мрамора, выполненном по заказу его наследника. Долгое время эта скульптура считалась работой самого Микеланджело, но в XIX веке её атрибутировали как произведение Томмазо Винчидора из Болоньи, ученика Рафаэля, состоявшего на службе Генриха III фон Нассау.